# Тирш, Отто
Отто Тирш (нем. Otto Tiersch; 1 сентября 1838, Кальбсрит — 1 ноября 1892, Берлин) — немецкий педагог и музыковед-теоретик.
Получил образование в учительской семинарии в Веймаре, где его увлечение музыкой было поддержано преподававшим там Иоганном Готлобом Тёпфером. С 1858 г. работал учителем в своей родной деревне, в 1861 г. перебрался в Берлин, давал частные уроки, в 1866 г. поступил на работу в школу. Одновременно брал уроки музыкальной теории у Генриха Беллермана, Людвига Эрка и А. Б. Маркса. В 1871 г. при создании берлинского отделения Германского учительского общества был избран его председателем. В 1876—1890 гг. возглавлял общество, за время его руководства численность организации выросла на 30 тысяч человек.
Исследования Тирша в области гармонии и композиции опирались на учение Морица Гауптмана и акустические исследования Гельмгольца. В 1868 г. он опубликовал научно-методический труд по гармонии (нем. System und Methode der Harmonielehre, gegründet auf fremde und eigene Beobachtungen), на котором было затем основано учебное пособие (нем. Elementarbuch der musikalischen Harmonie- und Modulationslehre; 1873). В дальнейшем Тирш напечатал также учебники по гомофонной вокальной музыке (нем. Lehrgang für den homophonen Vokalsatz; 1876), контрапункту (нем. Praktisches Lehrbuch für Kontrapunkt und Nachahmung; 1879) и фортепианной музыке (нем. Klaviersatz und Accompagnement; 1881), а также учебник по общей теории музыки (нем. Allgemeine Musiklehre; 1885) в соавторстве со своим наставником Эрком; задуманный Тиршем учебник композиции и инструментовки остался ненаписанным. Среди учеников Тирша был, в частности, Феликс Готгельф.